# Kenneth Gustavsson (fotbollsspelare)
För andra betydelser, se Kenneth Gustafsson.
Kenneth Ingemar Gustafsson, född 19 augusti 1982 i Bergsjöns församling i Göteborg, är en svensk vinproducent och tidigare fotbollsspelare.
Han har spelat i fyra nordiska högstaligor (Sverige, Norge, Island och Finland) och där representerat Malmö FF, FC Lyn Oslo, Trelleborgs FF, Keflavík FC och IFK Mariehamn. 2001 var han nominerad till årets mål i Allsvenskan för sitt 1-0 mål för Malmö FF mot Trelleborgs FF på Vångavallen.
Vid sidan av fotbollsplanen startade han 2007 företaget Fine Wines Sweden som sysslar med vinimport och 2016 startade han Wine Mechanics, Skandinaviens första urbana vineri. I Slakthuset i Göteborg tillverkar företaget vin på druvor från Europa.